# UATV العربية
UATV العربية (بالأوكرانية: Мультимедійна платформа іномовлення України) قناة فضائية أوكرانية وطنية رسمية، تهتم بالتعريف بأوكرانيا ثقافيا، وبعلاقاتها مع دول الجوار والعالم، وكذلك بتغطية الأحداث الدائرة على أراضيها، تابعة لوكالة الانباء الأوكرانية الوطنية (Укрінфо́рм)، تبث باللغة العربية وهناك نسخ أخرى منها باللغة (الأوكرانية، الروسية، الانكليزية، والتترية)

## الغرض من تأسيس الوكالة
كانت الفكرة الأساسية هي الحاجة إلى مواجهة الدعاية الروسية في مواجهة حرب روسية أوكرانية؛ والحاجة إلى حرب معلوماتأشارت التوصيات إلى الحاجة إلى إنشاء آلية فعالة لأطلاع الرأي العام الدولي بالأحداث الجارية في أوكرانيا. في ذلك الوقت، لم يكن هناك أي منتج إعلامي أوكراني الفضاء الإعلامي العالمي من شأنه نشر معلومات موضوعية وذات صلة حول أوكرانيا. ونتيجة لذلك، تلقى المغتربين الأوكران معلومات من مصادر أخرى، ومنع الصورة السلبية عن أوكرانيا، والتي أثرت على الصناعات المختلفة. بالإضافة إلى ذلك، وبسبب نقص المعلومات، لم يكن المواطنون العاديون من الدول الأخرى يعرفون شيئًا عن أوكرانيا، والأهم من ذلك، عن الأحداث التي وقعت في أراضيها نتيجة للعدوان العسكري الخارجي. في الوقت نفسه، تم استخدام موارد إعلامية قوية بنشاط ضد أوكرانيا، التي كان تأثير معلوماتها يهدف إلى وجهة نظر واحدة عن الوضع الحقيقي للأمور هناك